# 奥村虎雄
奥村 虎雄（おくむら とらお、1914年6月23日 - ）は、愛媛県出身の通産官僚、業界団体役員。

## 来歴・人物
浦和高等学校 (旧制)を経て、1938年東京帝国大学法学部卒業。同年商工省入省。同期に倉八正（特許庁長官、石油公団4代目総裁）、橋口隆（衆議院議員、総務副長官(政務担当)）日高準之介（日銀政策委員経企庁代表）、奥宮正典（石油鉱業連盟副会長）、五神辰雄（中大法卒、神奈川県副知事）、磯野太郎（繊維局長）など。
1962年1月総理府土地調整委員会事務局長で退官。のち日本鉄鋼連盟へ。専務理事を経て、1980年副会長。在任中、業界団体のなかでは先駆けて、鉄鋼各社をリードする人材育成をする必要性から、各社従業員の技術革新への対応のために産業技術短期大学への派遣、自由化・国際化への対応のために欧米諸国への研修生派遣などの措置をとり、高度経済成長期に鉄鋼連盟はその他業界団体の模範として知られてゆくこととなった。
放射線障害防止中央協議会会長、旧日経連常任理事、旧経団連評議員などを経て、(社)経済産業統計協会顧問。

## 参照
- 『CD 現代日本人名録 2000』 日外アソシエーツ など